# Mevlüt Erdinç
Mevlüt Erdinç (Saint-Claude, 25  de fevereiro de 1987) é um futebolista turco nascido na França que atua como atacante. Atualmente, joga pelo Fatih Karagümrük.

## Carreira
Erdinc começou a carreira no FC Sochaux.

## Títulos
Sochaux
- Copa da França: 2006-07

PSG
- Supercopa da França: 2010